# 馮浩然
馮浩然，JP（1969年10月19日—），香港公務員，現任香港駐新加坡經濟貿易辦事處處長，曾擔任離島民政事務專員等要職。
他在1993年加入港英政府擔任政務主任，被派至多個決策局擔任不同職務。他在2003年10月至2006年10月出任離島民政事務專員，見證香港迪士尼樂園、亞洲國際博覽館及昂坪360等區內大型設施啟用，亦在長洲太平清醮中重新舉辦長洲搶包山體育比賽。及後，他曾在2015年至2019年間出任工業貿易署助理署長，以港府首席談判員身份與澳大利亚及东南亚国家联盟簽訂自由貿易協定。在2019年至2022年，他出任環境保護署副署長，為改善空氣污染問題制定多份倡議文件，亦策劃資助以推動工商業及私人改用純電動車。

## 早年生活
馮浩然生於1966年1月29日。他早年於美国求學，並在1989年於加利福尼亚大学洛杉矶分校取得经济学文学士學位。

## 公務員生涯

### 早期生涯
馮浩然在1993年11月加入港英政府出任政務主任。他在入職後隨即被派至布政司署財經事務科出任負責公司註冊及政策事宜的助理財經事務司。及後，他在1995年4月被調離布政司署，獲派至皇家香港警務處出任參事，督導各區警署建築工程及現代化設施的項目，但他在1996年4月就被安排改於工業署署任高級政務主任，管理部門的行政支援工作。隨後，馮於1998年3月底重返政府總部，逐於同年4月在運輸局出任助理局長，參與道路安全及車輛規格的管理及立法工作。他在2000年4月確任高級政務主任，並在同年7月被工務局委任為建造業檢討委員會的助理秘書長，協助委員會主席唐英年針對1990年代末期包括圓洲角短樁案等多宗建造業事故作出檢討。委員會在2001年1月提交報告書後，馮獲安排回到財經事務及庫務局出任助理局長，並於2002年實施主要官員政治委任制度後改任助理秘書長。

### 離島民政處

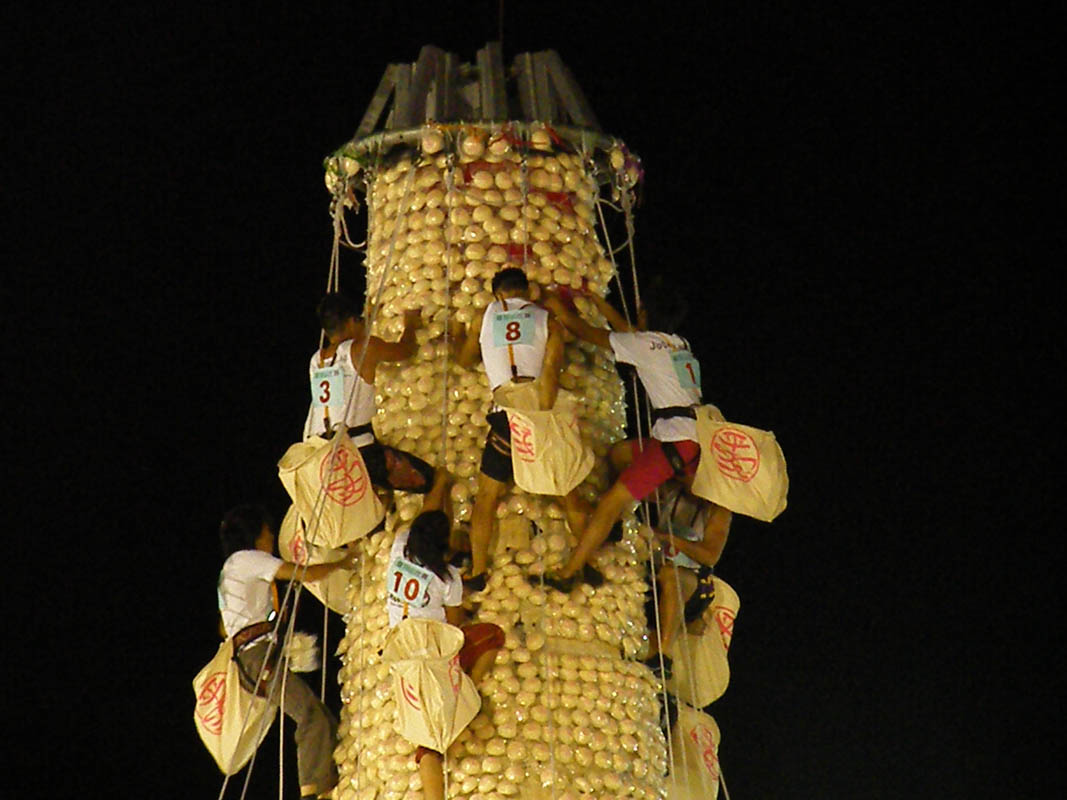
長州搶包山比賽在2005年於馮浩然擔任離島民政事務專員時復辦

馮浩然在2003年10月5日接替陳念德出任離島民政事務專員，並在同月31日獲委任為官守太平紳士。在陳任內，港府積極發展離島區的大嶼山，除建造香港迪士尼樂園及亞洲國際博覽館等大型設施外，亦制定全面性發展概念計劃，而他更在多個諮詢論壇上擔任主席。除了大型設施外，長洲太平清醮中停辦26年的長洲搶包山於2005年以體育比賽形式復辦，他統籌有關活動並督導當日人群管理的措施，並在得到市民支持後每年繼續舉辦。除了文化復興外，大澳船隻碇泊保護區亦在他任內得以設立，用以支援當地各項水上產業。與此同時，昂坪亦從鄉郊村落發展成為旅遊重鎮，包括昂坪360、昂坪市集、心經簡林及相關的基建工程均在他任內動工及啟用。然而，他上任時已經開始策劃的大嶼山貨櫃碼頭及物流園在土地用途檢討後就此擱置。在卸任前，他表示難忘區內濃厚的人情味，並對東涌新市鎮的社區發展比天水圍新市鎮等地優良而滿足。最後，在任內確任首長級丙級政務官的他在2006年10月2日後卸任專員，由林聖傑接任。

### 重返政總
卸任專員後馮浩然獲委派出任經濟發展及勞工局局長的政務助理，協助局長處長政策事務。他在擔任政務助理期間，亦有負責制定政策項目，更曾出席香港立法會的會議參與答辯。不過，曾出任離島民政事務專員的他在2007年7月因架構重組獲安排調任至商務及經濟發展局旅遊事務署，出任旅遊事務助理專員處理香港迪士尼樂園營運欠佳及港府對其再注資計劃等事宜。
在2008年中，馮被安排調任食物及衛生局首席助理秘書長，負責植物及動物食品的相關政策。他在任內除了加強傳統漁農業的农药問題的監管外，亦因應食品工業發展而就有機食品及基因改造食品等問題修訂法例以加強食品安全管理。另外，由於中华人民共和国广东省針對2000年代的多次禽流感疫情而與港府加強活家禽的進出口限制，香港多次面臨活雞供應不足問題，馮亦負責為業界作出支援以保持足夠活雞供應。
及後，馮在2014年完成复旦大学和圣路易斯华盛顿大学合辦的行政人员工商管理硕士課程，修學期間亦以會員身份加入國際商學榮譽學會。

### 工業貿易署

馮浩然在香港與澳洲的自由貿易協定的談判中擔任港府的首席談判員

馮浩然在2015年3月起出任工業貿易署助理署長，除掌管歐洲部以負責欧洲國家的貿易關係外，並負責多個國家的自由貿易協定及國際投資協定事宜。在任內，他參與欧洲自由贸易联盟、东南亚国家联盟及澳大利亚的自由貿易協定的談判工作，而在東盟及澳洲的投資協定談判上更擔任港府的首席談判員。在落實協議後，他亦積極向工商界推廣雙方及多方自由貿易的機遇，以鼓勵及促進港商開拓海外市場。
除了外國的貿易協議外，馮在任內亦負責與澳門商討更緊密經貿關係的安排。在2015年7月參與港澳合作高層會議後，他獲安排草擬港濠經貿安排的內容及條文，而他亦因此接到多個工商組織的建議。另外，他亦負責中小型企業的支援項目，更曾在2018年向中小型企業推廣一帶一路倡議，鼓勵他們到相關跨國經濟帶投資。

### 環境保護署
馮浩然在2019年獲委任為環境保護署副署長，專責管理針對空氣污染的政策及跨境合作事務。他曾多次統籌香港代表團事務，前往广东省及澳門促進粵港澳大灣區在環保上的合作。另外，他亦負責籌備香港舉行的國際環保博覽等大型活動。他在任內升任為首長級乙級政務官，並在2020年10月1日獲委任為官守太平紳士。
針對汽車為香港主要的空氣污染物來源，馮積極在香港推動純電動車。他接下環境局局長黃錦星對私人住宅樓宇停車場的電動車充電設施資助項目，促使電動車得以在香港發展，而首期20億港元的撥款亦在《2021年至2022年度香港政府財政預算案》通過，並獲運輸及房屋局支持推行。在不久後，馮亦與黃錦星在2021年3月公佈《香港電動車普及化路線圖》，決定香港將逐步废止燃油车及混合動力車輛，作為香港在2050年達至碳中和的重要措施。然而，對於港府過往措施對改善路邊空氣質素成效有限，馮則指港府已斥資協助交通及運輸業界淘汰舊欧洲汽车尾气排放标准的汽車，而電動車亦將會取代傳統車輛。就香港巴士業界，馮除了鼓勵九龍巴士等改購電能車外，亦支援城巴改用氫能載具，並批准其在西九龍的車廠興建香港首個加氫站。除了推動電動車以外，馮與黃錦星及後在2021年6月再聯同運輸及房屋局、食物及衞生局及發展局一同公佈《香港清新空氣藍圖2035》，在整體城市管理及規劃政策下持續改善空氣質素。

### 駐新加坡經貿辦
馮浩然獲港府委任為香港駐新加坡經濟貿易辦事處處長，於2022年11月7日上任接替黃俊濤。他在上任後接手香港在新加坡、越南、老撾和印度慶祝香港特別行政區成立25周年的紀念活動，包括在新加坡體育城舉行龍舟賽事。為呼應香港行政長官李家超在《2022年施政報告》上招商引资的策略方針，馮隨即審視香港与新加坡关系，並總結兩地屬無可避免的良性競爭，亦觀察到多家跨國企業在2019冠狀病毒病疫情後計劃從新加坡回流香港，同時指出新加坡正受嚴重通货膨胀威脅，而他將繼續向外資宣傳香港為投資粵港澳大灣區及其他中国大陆市場的重要踏腳石。

## 榮譽

### 殊勳
- 官守太平紳士（J.P.）（2003年10月31日－2006年10月2日[9]；2020年10月1日－[39]）

### 頭銜
- 馮浩然，JP（Owin Fung Ho-yin, JP，2003年10月31日－2006年10月2日[9]；2020年10月1日－[39]）

## 外部連結
- 馮浩然的個人官方領英頁面 Archive.today的存檔，存档日期2023-01-26

| 政府职务      | 政府职务                                         | 政府职务      |
| ------------- | ------------------------------------------------ | ------------- |
| 前任： 陳念德 | 離島民政事務專員 2003年10月5日－2006年10月2日    | 繼任： 林聖傑 |
| 前任： 黃俊濤 | 香港駐新加坡經濟貿易辦事處處長 2022年11月7日至今 | 現任          |